# Tabernaemontana prancei
Tabernaemontana prancei är en oleanderväxtart som först beskrevs av Allorge, och fick sitt nu gällande namn av A.J.M. Leeuwenberg. Tabernaemontana prancei ingår i släktet Tabernaemontana och familjen oleanderväxter. Inga underarter finns listade i Catalogue of Life.